# Жоель Бат
Жоель Бат (фр. Joël Bats, нар. 4 січня 1957, Мон-де-Марсан) — французький футболіст, що грав на позиції воротаря. По завершенні ігрової кар'єри — футбольний тренер. Наразі входить до тренерського штабу клубу «Ліон».
Виступав, зокрема, за клуби «Осер» та «Парі Сен-Жермен», а також національну збірну Франції.
Чемпіон Франції. У складі збірної — чемпіон Європи.

## Клубна кар'єра
У дорослому футболі дебютував 1976 року виступами за команду клубу «Сошо», в якій провів чотири сезони, взявши участь у 66 матчах чемпіонату.
Своєю грою за цю команду привернув увагу представників тренерського штабу клубу «Осер», до складу якого приєднався 1980 року. Відіграв за команду з Осера наступні п'ять сезонів своєї ігрової кар'єри. Більшість часу, проведеного у складі «Осера», був основним голкіпером команди.
У 1985 році перейшов до клубу «Парі Сен-Жермен», за який відіграв 7 сезонів. Граючи у складі «Парі Сен-Жермен» також здебільшого виходив на поле в основному складі команди. Завершив професійну кар'єру футболіста виступами за команду «Парі Сен-Жермен» у 1992 році.

## Єврокубки
У послужному списку 4 сезони в єврокубках: по одному у формі «Сошо» і «Осера», та ще два — «Парі Сен-Жермена». Провів 10 матчів (без замін і жовтих карток), пропустивши 13 голів. При цьому, далі 1/16 фіналу французи не проходили. Лише у двох матчах він зберіг свої ворота «сухими».
Дебют в євротурнірах відбувся 15 вересня 1976 року у Едінбурзі у першому матчі 1/32 фіналу Кубка УЄФА проти місцевого клубу «Гіберніан». Цю гру «Сошо» програло — 0:1.
Остання гра на європейській клубній арені теж пройшла без особливих успіхів. В турнірі на Кубок УЄФА 1989-90 1 листопада 1989 року «ПСЖ» у повторному матчі 1/16 фіналу в гостях програв майбутньому переможцю — туринському «Ювентусу» — 1:2.

### Статистика виступів у єврокубках
| Сезон             | Клуб              | Турнір          | Досягнення   | Матчі | Перемоги | Нічиї | Поразки | Голи |
| ----------------- | ----------------- | --------------- | ------------ | ----- | -------- | ----- | ------- | ---- |
| 1976–77           | «Сошо»            | Кубок УЄФА      | 1/32 фіналу  | 2     | 0        | 1     | 1       | -1   |
| 1984–85           | «Осер»            | Кубок УЄФА      | 1/32 фіналу  | 2     | 0        | 1     | 1       | -4   |
| 1986-87           | «Парі Сен-Жермен» | Кубок чемпіонів | 1/16 фіналу  | 2     | 0        | 1     | 1       | -3   |
| 1989-90           | «Парі Сен-Жермен» | Кубок УЄФА      | 1/16 фіналу  | 4     | 1        | 1     | 2       | -5   |
| ВСЬОГО            | «Сошо»            | 1 євросезон     | 1 євросезон  | 2     | 0        | 1     | 1       | -1   |
| ВСЬОГО            | «Осер»            | 1 євросезон     | 1 євросезон  | 2     | 0        | 1     | 1       | -4   |
| ВСЬОГО            | «Парі Сен-Жермен» | 2 євросезони    | 2 євросезони | 6     | 1        | 2     | 3       | -8   |
| ВСЬОГО за кар'єру | ВСЬОГО за кар'єру | 4 євросезони    | 4 євросезони | 10    | 1        | 4     | 5       | -13  |

### Статистика по турнірах
| Турнір          | Сезони | Матчі | Перемоги | Нічиї | Поразки | Голи |
| --------------- | ------ | ----- | -------- | ----- | ------- | ---- |
| Кубок чемпіонів | 1      | 2     | 0        | 1     | 1       | -3   |
| Кубок УЄФА      | 3      | 8     | 1        | 3     | 4       | -10  |

## Виступи за збірну
У 1984 році дебютував в офіційних матчах у складі національної збірної Франції. Протягом кар'єри у національній команді, яка тривала 6 років, провів у формі головної команди країни 50 матчів, пропустивши при цьому 37 голів. У 28 іграх відстояв свої ворота недоторканими.
У складі збірної був учасником чемпіонату Європи 1984 року у Франції, здобувши титул континентального чемпіона.
Учасник чемпіонату світу 1986 року у Мексиці, на якому команда здобула бронзові нагороди.

### Статистика матчів за збірну
| Усі матчі та пропущені голи Жоеля Бата за збірну Франції | Усі матчі та пропущені голи Жоеля Бата за збірну Франції | Усі матчі та пропущені голи Жоеля Бата за збірну Франції | Усі матчі та пропущені голи Жоеля Бата за збірну Франції | Усі матчі та пропущені голи Жоеля Бата за збірну Франції | Усі матчі та пропущені голи Жоеля Бата за збірну Франції       | Усі матчі та пропущені голи Жоеля Бата за збірну Франції | Усі матчі та пропущені голи Жоеля Бата за збірну Франції |
| №                                                        | Дата                                                     | Місто                                                    | Турнір                                                   | Суперник                                                 | Рахунок                                                        | Голи (1)                                                 | Інше (2)                                                 |
| -------------------------------------------------------- | -------------------------------------------------------- | -------------------------------------------------------- | -------------------------------------------------------- | -------------------------------------------------------- | -------------------------------------------------------------- | -------------------------------------------------------- | -------------------------------------------------------- |
| 1                                                        | 07-09-1983                                               | Копенгаген, «Паркен»                                     | Товариський                                              | Данія                                                    | 1:3 [Архівовано 5 березня 2016 у Wayback Machine.]             | -3                                                       |                                                          |
| 2                                                        | 05-10-1983                                               | Париж, «Парк де Пренс»                                   | Товариський                                              | Іспанія                                                  | 1:1 [Архівовано 14 листопада 2018 у Wayback Machine.]          | -1 83′                                                   |                                                          |
| 3                                                        | 12-11-1983                                               | Загреб, «Максимір»                                       | Товариський                                              | Югославія                                                | 0:0 [Архівовано 26 січня 2016 у Wayback Machine.]              | —                                                        |                                                          |
| 4                                                        | 29-02-1984                                               | Париж, «Парк де Пренс»                                   | Товариський                                              | Англія                                                   | 2:0 [Архівовано 26 січня 2016 у Wayback Machine.]              | —                                                        |                                                          |
| 5                                                        | 28-03-1984                                               | Бордо, «Парк Лескюр»                                     | Товариський                                              | Австрія                                                  | 1:0 [Архівовано 26 січня 2016 у Wayback Machine.]              | —                                                        | 62'                                                      |
| 6                                                        | 18-04-1984                                               | Страсбург, «Стад де ла Мено»                             | Товариський                                              | ФРН                                                      | 1:0 [Архівовано 26 січня 2016 у Wayback Machine.]              | —                                                        |                                                          |
| 7                                                        | 01-06-1984                                               | Марсель, «Велодром»                                      | Товариський                                              | Шотландія                                                | 2:0 [Архівовано 26 січня 2016 у Wayback Machine.]              | —                                                        |                                                          |
| 8                                                        | 12-06-1984                                               | Париж, «Парк де Пренс»                                   | ЧЄ-1984 Група                                            | Данія                                                    | 1:0 [Архівовано 11 вересня 2017 у Wayback Machine.]            | —                                                        |                                                          |
| 9                                                        | 16-06-1984                                               | Нант, «Стад де ла Божуар»                                | ЧЄ-1984 Група                                            | Бельгія                                                  | 5:0 [Архівовано 7 травня 2018 у Wayback Machine.]              | —                                                        |                                                          |
| 10                                                       | 19-06-1984                                               | Сент-Етьєн, «Жоффруа Гішар»                              | ЧЄ-1984 Група                                            | Югославія                                                | 3:2 [Архівовано 15 серпня 2018 у Wayback Machine.]             | -2 84′                                                   |                                                          |
| 11                                                       | 23-06-1984                                               | Марсель, «Велодром»                                      | ЧЄ-1984 Півфінал                                         | Португалія                                               | 3:2 [Архівовано 14 листопада 2018 у Wayback Machine.] д. ч.    | -2                                                       |                                                          |
| 12                                                       | 27-06-1984                                               | Париж, «Парк де Пренс»                                   | ЧЄ-1984 Фінал                                            | Іспанія                                                  | 2:0 [Архівовано 30 червня 2018 у Wayback Machine.]             | —                                                        |                                                          |
| 13                                                       | 13-10-1984                                               | Люксембург, Муніципальний                                | Відбір ЧС-1986                                           | Люксембург                                               | 4:0 [Архівовано 13 листопада 2018 у Wayback Machine.]          | —                                                        |                                                          |
| 14                                                       | 21-11-1984                                               | Париж, «Парк де Пренс»                                   | Відбір ЧС-1986                                           | Болгарія                                                 | 1:0 [Архівовано 13 листопада 2018 у Wayback Machine.]          | —                                                        |                                                          |
| 15                                                       | 08-12-1984                                               | Париж, «Парк де Пренс»                                   | Відбір ЧС-1986                                           | НДР                                                      | 2:0 [Архівовано 13 листопада 2018 у Wayback Machine.]          | —                                                        |                                                          |
| 16                                                       | 03-04-1985                                               | Сараєво, «Кошево»                                        | Відбір ЧС-1986                                           | Югославія                                                | 0:0 [Архівовано 13 листопада 2018 у Wayback Machine.]          | —                                                        |                                                          |
| 17                                                       | 02-05-1985                                               | Софія, «Васил Левський»                                  | Відбір ЧС-1986                                           | Болгарія                                                 | 0:2 [Архівовано 10 листопада 2018 у Wayback Machine.]          | -2                                                       |                                                          |
| 18                                                       | 21-08-1985                                               | Париж, «Парк де Пренс»                                   | Кубок А. Франкі 1985                                     | Уругвай                                                  | 2:0                                                            | —                                                        |                                                          |
| 19                                                       | 11-09-1985                                               | Лейпциг, «Центральний»                                   | Відбір ЧС-1986                                           | НДР                                                      | 0:2 [Архівовано 14 листопада 2018 у Wayback Machine.]          | -2                                                       |                                                          |
| 20                                                       | 30-10-1985                                               | Париж, «Парк де Пренс»                                   | Відбір ЧС-1986                                           | Люксембург                                               | 6:0 [Архівовано 10 листопада 2018 у Wayback Machine.]          | —                                                        |                                                          |
| 21                                                       | 16-11-1985                                               | Париж, «Парк де Пренс»                                   | Відбір ЧС-1986                                           | Югославія                                                | 2:0 [Архівовано 13 листопада 2018 у Wayback Machine.]          | —                                                        |                                                          |
| 22                                                       | 26-02-1986                                               | Париж, «Парк де Пренс»                                   | Товариський                                              | Північна Ірландія                                        | 0:0 [Архівовано 26 січня 2016 у Wayback Machine.]              | —                                                        |                                                          |
| 23                                                       | 26-03-1988                                               | Париж, «Парк де Пренс»                                   | Товариський                                              | Аргентина                                                | 2:0 [Архівовано 26 січня 2016 у Wayback Machine.]              | —                                                        |                                                          |
| 24                                                       | 01-06-1986                                               | Леон, «Леон»                                             | ЧС-1986 Група                                            | Канада                                                   | 1:0 [Архівовано 20 квітня 2015 у Wayback Machine.]             | —                                                        |                                                          |
| 25                                                       | 05-06-1986                                               | Леон, «Леон»                                             | ЧС-1986 Група                                            | СРСР                                                     | 1:1 [Архівовано 10 листопада 2018 у Wayback Machine.]          | -1                                                       |                                                          |
| 26                                                       | 09-06-1986                                               | Леон, «Леон»                                             | ЧС-1986 Група                                            | Угорщина                                                 | 3:0 [Архівовано 12 листопада 2018 у Wayback Machine.]          | —                                                        |                                                          |
| 27                                                       | 17-06-1986                                               | Мехіко, «Олімпійський»                                   | ЧС-1986 1/8 фіналу                                       | Італія                                                   | 2:0 [Архівовано 10 квітня 2016 у Wayback Machine.]             | —                                                        |                                                          |
| 28                                                       | 21-06-1986                                               | Гвадалахара, «Халіско»                                   | ЧС-1986 1/4 фіналу                                       | Бразилія                                                 | 1:1 [Архівовано 24 червня 2018 у Wayback Machine.] (п. п. 4:3) | -1                                                       | 75′                                                      |
| 29                                                       | 25-06-1986                                               | Гвадалахара, «Халіско»                                   | ЧС-1986 Півфінал                                         | ФРН                                                      | 0:2 [Архівовано 10 листопада 2018 у Wayback Machine.]          | -2                                                       |                                                          |
| 30                                                       | 19-08-1986                                               | Лозанна, «Ла Понтез»                                     | Товариський                                              | Швейцарія                                                | 0:2 [Архівовано 26 січня 2016 у Wayback Machine.]              | -2                                                       |                                                          |
| 31                                                       | 10-09-1986                                               | Рейк'явік, «Лаугардалсволлур»                            | Відбір ЧЄ-1988                                           | Ісландія                                                 | 0:0 [Архівовано 13 листопада 2018 у Wayback Machine.]          | —                                                        |                                                          |
| 32                                                       | 11-10-1986                                               | Париж, «Парк де Пренс»                                   | Відбір ЧЄ-1988                                           | СРСР                                                     | 0:2 [Архівовано 13 листопада 2018 у Wayback Machine.]          | -2                                                       |                                                          |
| 33                                                       | 19-11-1986                                               | Лейпціг, Центральний                                     | Відбір ЧЄ-1988                                           | НДР                                                      | 0:0 [Архівовано 13 листопада 2018 у Wayback Machine.]          | —                                                        |                                                          |
| 34                                                       | 29-04-1987                                               | Париж, «Парк де Пренс»                                   | Відбір ЧЄ-1988                                           | Ісландія                                                 | 2:0 [Архівовано 13 листопада 2018 у Wayback Machine.]          | —                                                        |                                                          |
| 35                                                       | 16-06-1987                                               | Осло, «Уллевол»                                          | Відбір ЧЄ-1988                                           | Норвегія                                                 | 0:2 [Архівовано 13 листопада 2018 у Wayback Machine.]          | -2                                                       |                                                          |
| 36                                                       | 12-08-1987                                               | Берлін, «Олімпійський»                                   | Товариський                                              | ФРН                                                      | 1:2 [Архівовано 21 вересня 2013 у Wayback Machine.]            | -2                                                       |                                                          |
| 37                                                       | 09-09-1987                                               | Москва, ім. Леніна                                       | Відбір ЧЄ-1988                                           | СРСР                                                     | 1:1 [Архівовано 13 листопада 2018 у Wayback Machine.]          | -1                                                       |                                                          |
| 38                                                       | 18-11-1987                                               | Париж, «Парк де Пренс»                                   | Відбір ЧЄ-1988                                           | НДР                                                      | 0:1 [Архівовано 19 жовтня 2017 у Wayback Machine.]             | -1                                                       |                                                          |
| 39                                                       | 23-03-1988                                               | Бордо, «Парк Лескюр»                                     | Товариський                                              | Іспанія                                                  | 2:1 [Архівовано 23 березня 2019 у Wayback Machine.]            | -1                                                       |                                                          |
| 40                                                       | 24-08-1988                                               | Париж, «Парк де Пренс»                                   | Товариський                                              | Чехословаччина                                           | 1:1 [Архівовано 8 грудня 2015 у Wayback Machine.]              | -1                                                       |                                                          |
| 41                                                       | 28-09-1988                                               | Париж, «Парк де Пренс»                                   | Відбір ЧС-1990                                           | Норвегія                                                 | 1:0 [Архівовано 8 грудня 2009 у Wayback Machine.]              | —                                                        |                                                          |
| 42                                                       | 22-10-1988                                               | Нікосія, «Макаріо»                                       | Відбір ЧС-1990                                           | Кіпр                                                     | 1:1 [Архівовано 7 грудня 2009 у Wayback Machine.]              | -1 78′                                                   |                                                          |
| 43                                                       | 19-11-1988                                               | Белград, ЮНА                                             | Відбір ЧС-1990                                           | Югославія                                                | 2:3 [Архівовано 14 листопада 2018 у Wayback Machine.]          | -3                                                       |                                                          |
| 44                                                       | 07-02-1989                                               | Дублін, Далімаунт Парк                                   | Товариський                                              | Ірландія                                                 | 0:0 [Архівовано 8 грудня 2015 у Wayback Machine.]              | —                                                        |                                                          |
| 45                                                       | 08-03-1989                                               | Глазго, «Гемпден-Парк»                                   | Відбір ЧС-1990                                           | Шотландія                                                | 0:2 [Архівовано 14 листопада 2018 у Wayback Machine.]          | -2                                                       |                                                          |
| 46                                                       | 29-04-1989                                               | Париж, «Парк де Пренс»                                   | Відбір ЧС-1990                                           | Югославія                                                | 0:0 [Архівовано 14 листопада 2018 у Wayback Machine.]          | —                                                        |                                                          |
| 47                                                       | 16-08-1989                                               | Мальме, «Мальме»                                         | Товариський                                              | Швеція                                                   | 4:2 [Архівовано 26 січня 2016 у Wayback Machine.]              | -2                                                       |                                                          |
| 48                                                       | 05-09-1989                                               | Осло, «Уллевол»                                          | Відбір ЧС-1990                                           | Норвегія                                                 | 1:1 [Архівовано 14 листопада 2018 у Wayback Machine.]          | -1                                                       |                                                          |
| 49                                                       | 11-10-1989                                               | Париж, «Парк де Пренс»                                   | Відбір ЧС-1990                                           | Шотландія                                                | 3:0 [Архівовано 14 листопада 2018 у Wayback Machine.]          | —                                                        | 44'                                                      |
| 50                                                       | 18-11-1989                                               | Тулуза, Муніципальний                                    | Відбір ЧС-1990                                           | Кіпр                                                     | 2:0 [Архівовано 14 листопада 2018 у Wayback Machine.]          | —                                                        |                                                          |
| ВСЬОГО:                                                  | ВСЬОГО:                                                  | ВСЬОГО:                                                  | ВСЬОГО:                                                  | ВСЬОГО:                                                  | 50 матчів                                                      | -37 (-3)                                                 | +1 (+1)                                                  |

 (1) — гол, пропущений з пенальті вказаний шаблоном Pengoal (в дужках на якій хвилині)
 (2) — відбиті пенальті під час гри (вказано на якій хвилині матчу) або в серії післяматчевих пенальті. 
           Також при наведенні курсора на шаблон (м'яч), вказано якого гравця удар відбив Жоель Бат.

| Турнір               | Матчі | Перемоги | Нічиї | Поразки | Голи |
| -------------------- | ----- | -------- | ----- | ------- | ---- |
| Товариські матчі     | 15    | 7        | 5     | 3       | -12  |
| Чемпіонат Європи     | 5     | 5        | 0     | 0       | -4   |
| Кваліфікація ЧЄ      | 7     | 2        | 3     | 2       | -6   |
| Чемпіонат світу      | 6     | 3        | 2     | 3       | -4   |
| Кваліфікація ЧС      | 16    | 8        | 4     | 4       | -11  |
| Кубок Артеміо Франкі | 1     | 1        | 0     | 0       | 0    |
| ВСЬОГО               | 50    | 26       | 14    | 12      | -37  |

| Рік  | Турнір           | Місце | Матчі | Перемоги | Нічиї | Поразки | Голи |
| ---- | ---------------- | ----- | ----- | -------- | ----- | ------- | ---- |
| 1984 | Чемпіонат Європи |       | 5     | 5        | 0     | 0       | -4   |
| 1986 | Чемпіонат світу  |       | 6     | 3        | 2     | 1       | -4   |

## Кар'єра тренера
Розпочав тренерську кар'єру відразу ж по завершенні кар'єри гравця, 1992 року, увійшовши до тренерського штабу клубу «Парі Сен-Жермен» як тренер воротарів. Згодом був асистентом головного тренера, а протягом 1996—1998 років очолював тренерський штаб паризького клубу.
В подальшому очолював команду клубу «Шатору», а з 2000 року входить до тренерського штабу клубу «Ліон», в якому опікується підготовкою воротарів.

## Титули і досягнення
- Чемпіон Франції (1):

«Парі Сен-Жермен»: 1985–86
Збірні
- Чемпіон Європи (1): 1984
- Бронзовий призер чемпіонату світу (1): 1986
- Володар Кубка Артеміо Франкі (1): 1985